# Poëzie van de Engelse romantiek

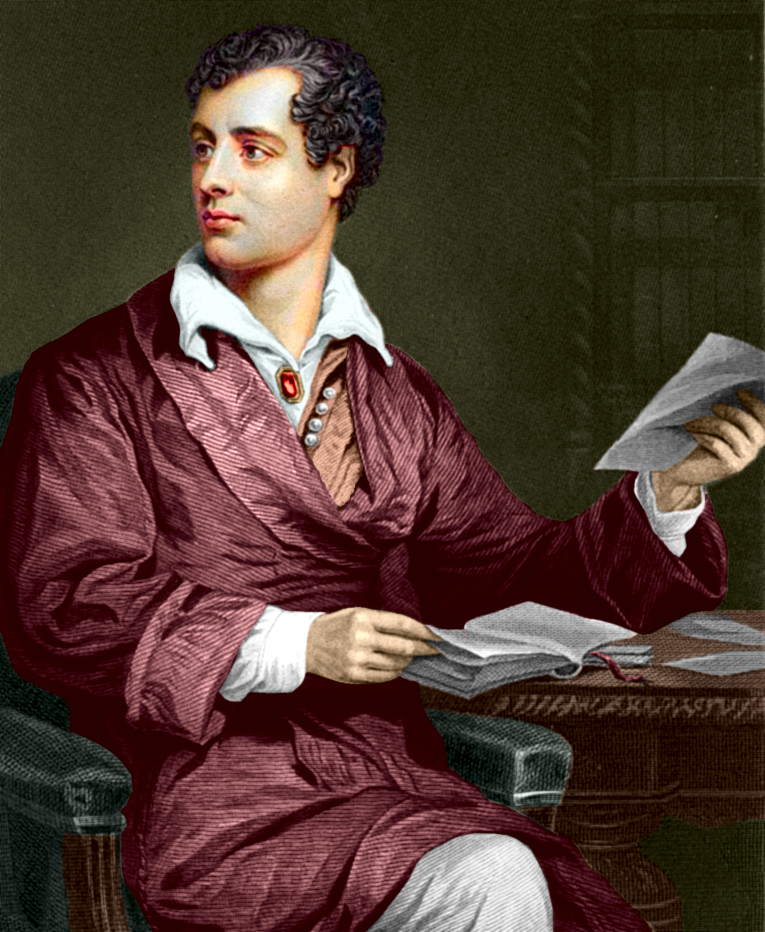
Lord Byron

De Engelse romantische poëzie maakte deel uit van een bredere, filosofische, literaire, artistieke en culturele Europese beweging die begon in de tweede helft van de 18e eeuw: de romantiek. In reactie op de heersende idealen van de verlichting gaven romantici de voorkeur aan meer natuurlijke, emotionele en persoonlijke thema's.

## Preromantische dichters
Tijdens de romantiek verschoof de focus van de poëzie in de richting van de natuur en de individuele uiting van innerlijke gevoelens. Een traditioneel startpunt voor de Engelse romantiek is 1798, toen William Wordsworth en Samuel Taylor Coleridge hun Lyrical Ballads publiceerden. Baanbrekende romantische gedichten waren echter reeds voordien geschreven door William Blake (1757-1827) in Engeland en door Robert Burns in Schotland. De preromanticus William Blake, wiens eerste gedichten werden gepubliceerd in 1783, was een visionair dichter-kunstenaar die zowel in lyrische gedichten zoals Songs of Innocence (1789) en Songs of Experience (1794) als in lange profetische en verhalende gedichten karakteristiek romantisch was in zijn diepe bezorgdheid over de economische onderdrukking, zijn eenvoudige zegging en zijn gebruik van symboliek. Robert Burns, die in 1796 overleed, voerde de eenvoud van taal nog verder dan Blake door het gebruik van Schots dialect in zijn teksten. Hij is met name bekend om zijn liefdesgedichten.

## Romantische dichters van de eerste generatie
Het jaar 1798 blijft ondanks deze voorgangers een grenslijn voor de romantische beweging. In een op een manifest lijkend voorwoord bij de tweede editie van Lyrical Ballads (1800) scheidde William Wordsworth (1770-1850) de toekomst van de poëzie van haar neoclassicistisch verleden. De nieuwe dichtkunst moest volgens hem gaan over het gewone leven, en uitgedrukt worden in gewone taal. Poëzie beschreef hij als "het spontane overstromen van krachtige gevoelens." De komende drie decennia bleven dit ook de karakteristieken van de Engelse romantische poëzie, die duurde tot de dood van Wordsworth. Wordsworths literaire productie omvatte korte lyrische gedichten, meditatieve odes zoals Tintern Abbey en Intimations of Immortality, en lange gedichten zoals het meesterlijke, autobiografische The Prelude dat hij in 1805 voltooide, maar dat pas postuum werd gepubliceerd. Samuel Taylor Coleridge (1772-1834) schreef ook meditatieve verzen, maar dan in een bovennatuurlijke sfeer, zoals The Rime of the Ancient Mariner, dat werd gepubliceerd in Lyrical Ballads.

## Romantische dichters van de tweede generatie
De relatieve kortheid van de romantiek werd mede veroorzaakt door de vroege dood van drie van de grootste dichters van de tweede generatie: Lord Byron, Percy Bysshe Shelley en John Keats. De oudste van deze drie, Byron (1788-1824), was in zijn tijd een berucht minnaar en een enorm populair schrijver. Tot zijn beste werk behoren zijn lange verhalende en satirische gedichten Childe Harold's Pilgrimage en Don Juan. Byron creëerde ook de opstandige, immorele "Byronic hero".
Shelley (1792-1822) was een meer filosofische dichter die in de transformerende kracht van de liefde geloofde. Hij dichtte lyrische teksten zoals Ode to the West Wind en bracht met zijn drama Prometheus Unbound (1820) een pleidooi voor de romantische impuls om de menselijke beperkingen te overwinnen en de mensheid moreel te laten triomferen over het kwaad. 
Keats (1795 1821) gaf in zijn gedichten vooral uiting aan zijn sensuele en emotionele ervaringen. In zijn Ode on a Grecian Urn staat een zin die de betekenis van de romantiek raak wist te vatten: "Schoonheid is waarheid, waarheid schoonheid" ("Beauty is truth, truth beauty."). In zijn gedichten brengt hij ook het verdriet dat met menselijk verlangen samengaat tot uitdrukking. 
Ook Sir Walter Scott (1771-1832), een Schot die zich met name onderscheidde als romanschrijver en als een narratieve lyrische dichter, wordt beschouwd als een romantische vertegenwoordiger van de Engelse poëzie uit deze periode. Net als andere romantici zoals Keats zocht Scott voor zijn thema's soms inspiratie in het middeleeuwse verleden. Andere bekende lyrische dichters uit de periode waren Robert Southey (1774-1843), Walter Savage Landor (1775-1864), Leigh Hunt (1784-1859) en de Ier Thomas Moore (1779-1852).